# 高島早百合
高島 早百合（たかしま さゆり、1992年9月3日 - ）は、日本の女子プロゴルファーである。京都府京都市出身、東北高等学校卒業、身長173cm、体重65kg、2011年7月プロテスト合格。

## 経歴
小学校高学年で、ゴルフを始める。2010年に東北ジュニア優勝。東北女子アマ2位。2011年にプロに転向。

## 主な戦績
- 2018年2月 グアム知事杯女子ゴルフトーナメント 76位
- 2018年5月 ツインフィールズレディーストーナメント 予選落ち
- 2018年6月 ユピテル・静岡新聞SBSレディース 予選落ち
- 2018年7月 カストロールレディース94位
- 2018年9月 ミヤギテレビ杯ダンロップ女子オープンゴルフトーナメント　予選落ち

## テレビ出演
- ゴルフサバイバル (BS日テレ) - 2018年5月、2019年1月、同年9月、2020年11月
- 女子ゴルフペアマッチ選手権 (BS朝日) - 川満陽香理とのペアでシーズン1に出場